# Gema Nieto
Gema Nieto Jiménez (Madrid, 1981) es una escritora española. Es licenciada en Filología Hispánica y en Teoría de la Literatura y Literatura Comparada.

## Trayectoria
En 2016 la editorial Caballo de Troya, de la mano de Alberto Olmos como editor invitado, publicó su primera novela, La pertenencia, que se encuadra entre las llamadas novelas de duelo. En ella narra de manera poética e intimista el enfrentamiento de la protagonista a la muerte de su madre en plena adolescencia a la vez que es testigo del desmoronamiento familiar por medio del diálogo interior de sus miembros.
Su segunda novela, Haz memoria, se publicó por la editorial Dos Bigotes en 2018 y resultó finalista ese año del Premio Ojo Crítico. La autora hace un ejercicio por resaltar la importancia de la memoria como vehículo necesario para construir el futuro de las personas como individuos y como parte de una sociedad. La novela cuenta la vida de un elenco de mujeres miembros de una familia dirigida por una matriarca llamada la Rusa, con claras referencias a Bernarda Alba y al Saturno devorador de sus hijos. Silencios, muertos, secretos y traiciones son los temas que se desenvuelven a lo largo de la narración.
Quien esté libre de culpa (Dos Bigotes, 2021) es su tercera novela. Encuadrada dentro del género distópico, la historia muestra una sociedad científicamente avanzada que ha hecho posible que las gorilas puedan gestar seres humanos por sustitución , eliminando de esta forma el terrible problema de la utilización de mujeres para este fin (los llamados vientres de alquiler). Esta premisa es la base para abordar cómo el sistema capitalista es capaz de llevar hasta sus límites la mercantilización de la vida. Desde el punto de vista de los niños gestados bajo este método, la novela reflexiona sobre temas que les afectan directamente como la discriminación, los prejuicios y la violencia.

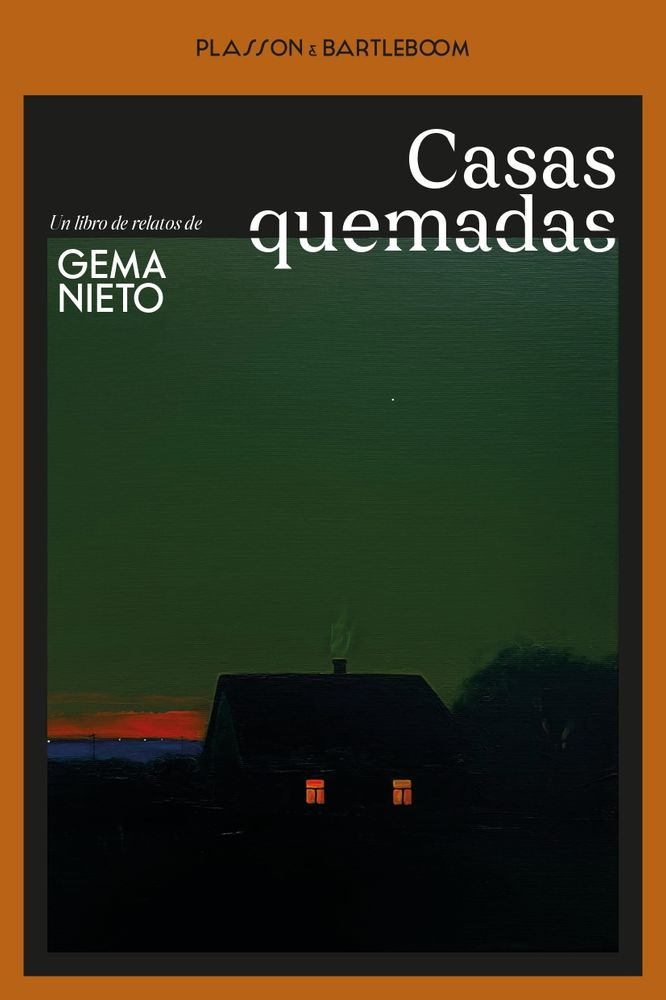
Casas quemadas es un libro de relatos de Gema Nieto publicado por Plasson e Bartleboom (2025)

Con la editorial Plasson e Bartleboom publica en 2025 su primer libro de relatos. En Casas quemadas, estos se suceden como piezas de un rompecabezas familiar en el que afloran traumas reprimidos, secretos, relaciones paternofiliales o detalles olvidados que explican historias por las que ya nadie pregunta.
De la autora son los cuentos «Déjate ver», publicado en la revista Eñe nº 50; «Soy el fantasma que dispara», sobre la francotiradora soviética Liudmila Pavlichenko, publicado en Esas que también soy yo; y «Casa cerrada», publicado en Asalto a Oz, antología de relatos de la nueva narrativa queer junto a otros autores como Alana Portero y Ángelo Néstore.
Como colaboradora ha publicado artículos en distintos medios escritos como Pikara Magazine y la revista Qué Leer sobre escritoras norteamericanas, la literatura LGTB, el trabajo en el sistema capitalista y los videojuegos. Sobre este tema la revista Videojuerguistas publicó en 2023 con motivo del día del libro el artículo de Nieto titulado «Libros y videojuegos: aliados, no enemigos», en el que la autora analiza cómo participan los videojuegos en el sistema de la narración tradicional, cómo recogen y adaptan sus reglas, y, aceptando que los videojuegos son un medio más a través del cual contar historias y que su base, al igual que la de las obras literarias, son los mundos ficcionales, desde dónde se construyen estos mundos y cómo son narrados.
En su trabajo como editora destaca haber rescatado las obras fundamentales de la intelectual granadina Agustina González, conocida como "la zapatera prodigiosa" de Federico García Lorca, y que fueron publicadas en la obra Clemencia a las estrellas (Editorial Ménades; 2019), que recoge sus tres ensayos «Justificación», «Las leyes secretas» e «Idearium Futurista». 
Desde 2021 participa en el curso literario Ellas también cuentan de la escuela de escritores Billar de letras impartiendo el seminario «El "yo" en la literatura, su evolución y sus disfraces».
Con motivo de que España fue el país invitado en la Feria del Libro de Frankfurt de 2022, Gema Nieto fue invitada a participar en el podcast En tu Feria me colé nº 01 del Goethe-Institut sobre literatura española y alemana guiado por Silvia Nanclares y Silvia Herreros de Tejada, en el que se trata el tema de la memoria.

## Obra

### Novelas
- Quien esté libre de culpa. Dos Bigotes; 2021
- Haz memoria. Dos Bigotes; 2018
- La pertenencia. Caballo de Troya; 2016

### Libros de relatos
- Casas quemadas. Plasson e Bartleboom; 2025

### Participación en obras colectivas
- Asalto a Oz. Dos Bigotes; 2019
- Esas que también soy yo. Editorial Ménades; 2019
- Eñe 50 (Soy lo que soy). Revista Eñe, núm. 50; 2017